# Gent-Wevelgem 1964
De 26e editie van de Belgische wielerwedstrijd Gent-Wevelgem werd verreden op 23 maart 1964. Titelverdediger was de Belgische wielrenner Benoni Beheyt. 

## Verloop
Na een relatief rustig verlopen race was het Jacques Anquetil die deze editie wist te winnen. Daar waar het leek uit te lopen op een massasprint, was het de Belg Yvo Molenaers die vlak voor het einde van de wedstrijd in de aanval ging. De Fransman Anquetil wist hem bij te halen en met één enkele seconde verschil eerder over de eindstreep te komen. Peter Post kwam als eerste Nederlander over de eindstreep, hij finishte als vijfde. Post werd gevolgd door Jan Janssen die als zesde eindigde.

## Uitslag
| Plaats  | Naam                   | Ploeg                       | tijd     |
| ------- | ---------------------- | --------------------------- | -------- |
| Winnaar | Jacques Anquetil       | Saint Raphaël-Gitane-Dunlop | 5u36'20" |
| 2       | Yvo Molenaers          | Wiel's Groene Leeuw         | + 1"     |
| 3       | Rik Van Looy           | Solo-Superia                | + 3"     |
| 4       | Benoni Beheyt          | Wiel's Groene Leeuw         | z.t.     |
| 5       | Peter Post             | Flandria-Romeo              | z.t.     |
| 6       | Jan Janssen            | Pelforth-Sauvage-lejeune    | z.t.     |
| 7       | Georges Van Den Berghe | Flandria-Romeo              | z.t.     |
| 8       | Jos Wouters            | Solo-Superia                | z.t.     |
| 9       | Noël Foré              | Flandria-Romeo              | z.t.     |
| 10      | Lode Troonbeeckx       | Labo-Dr. Mann               | z.t.     |

1934 · 1935 · 1936 · 1937 · 1938 · 1939 · 1940 · 1941 · 1942 · 1943 · 1944 · 1945 · 1946 · 1947 · 1948 · 1949 · 1950 · 1951 · 1952 · 1953 · 1954 · 1955 · 1956 · 1957 · 1958 · 1959 · 1960 · 1961 · 1962 · 1963 · 1964 · 1965 · 1966 · 1967 · 1968 · 1969 · 1970 · 1971 · 1972 · 1973 · 1974 · 1975 · 1976 · 1977 · 1978 · 1979 · 1980 · 1981 · 1982 · 1983 · 1984 · 1985 · 1986 · 1987 · 1988 · 1989 · 1990 · 1991 · 1992 · 1993 · 1994 · 1995 · 1996 · 1997 · 1998 · 1999 · 2000 · 2001 · 2002 · 2003 · 2004 · 2005 · 2006 · 2007 · 2008 · 2009 · 2010 · 2011 · 2012 · 2013 · 2014 · 2015 · 2016 · 2017 · 2018 · 2019 · 2020 · 2021 · 2022 · 2023 · 2024 · 2025
Lijst van beklimmingen